# Canton d'Orcines
Le canton d'Orcines est une circonscription électorale française du département du Puy-de-Dôme créée par le décret du 21 février 2014 et entrée en vigueur lors des premières élections départementales suivant la publication du décret.

## Histoire
Un nouveau découpage territorial du Puy-de-Dôme entre en vigueur à l'occasion des élections départementales de 2015. Il est défini par le décret du 21 février 2014, en application des lois du 17 mai 2013 (loi organique 2013-402 et loi 2013-403). Les conseillers départementaux sont, à compter de ces élections, élus au scrutin majoritaire binominal mixte. Les électeurs de chaque canton élisent au Conseil départemental, nouvelle appellation du Conseil général, deux membres de sexe différent, qui se présentent en binôme de candidats. Les conseillers départementaux sont élus pour 6 ans au scrutin binominal majoritaire à deux tours, l'accès au second tour nécessitant 12,5 % des inscrits au 1er tour. En outre la totalité des conseillers départementaux est renouvelée. Ce nouveau mode de scrutin nécessite un redécoupage des cantons dont le nombre est divisé par deux avec arrondi à l'unité impaire supérieure si ce nombre n'est pas entier impair, assorti de conditions de seuils minimaux. Dans le Puy-de-Dôme, le nombre de cantons passe ainsi de 61 à 31.
Le nouveau canton d'Orcines est formé de communes des anciens cantons de Rochefort-Montagne (14 communes), de Saint-Amant-Tallende (7 communes), de Royat (2 communes). Il est entièrement inclus dans l'arrondissement de Clermont-Ferrand. Le bureau centralisateur est situé à Orcines.

## Représentation
| Période élective | Période élective | Mandat | Mandat   | Identité        | Nuance | Nuance | Qualité |
| ---------------- | ---------------- | ------ | -------- | --------------- | ------ | ------ | --- |
| 2015             | 2021             | 2015   | 2021     | Martine Bony    |        | DVD    | Agricultrice - Maire de Vernines |
| 2015             | 2021             | 2015   | 2021     | Jean-Marc Boyer |        | LR     | Enseignant - Maire de Laqueuille (1989-2017) Président du syndicat mixte du parc naturel régional des volcans d'Auvergne Ancien conseiller général du canton de Rochefort-Montagne (1994-2015) |
| 2021             | 2028             | 2021   | en cours | Martine Bony    |        | DVD    | Conseillère sortante, 2e vice-présidente du conseil départemental chargée du handicap |
| 2021             | 2028             | 2021   | en cours | Jean-Marc Boyer |        | LR     | Conseiller sortant |

### Résultats détaillés

#### Élections de mars 2015
Lors des élections départementales de 2015, le binôme composé de Martine Bony et Jean-Marc Boyer (Union de la Droite) est élu au premier tour avec 52,43 % des suffrages exprimés, devant le binôme composé de Jean-François Carriot et Pierrette Viel (Union de la Gauche) (31,42 %). Le taux de participation est de 59,93 % (8 109 votants sur 13 530 inscrits) contre 52,8 % au niveau départemental et 50,17 % au niveau national.

#### Élections de juin 2021
Le premier tour des élections départementales de 2021 est marqué par un très faible taux de participation (33,26 % au niveau national). Dans le canton d'Orcines, ce taux de participation est de 43,37 % (6 143 votants sur 14 164 inscrits) contre 36,11 % au niveau départemental. À l'issue de ce premier tour, deux binômes sont en ballottage : Martine Bony et Jean-Marc Boyer (Union à droite, 56,62 %) et Nicole Lozano et Clément Orambot (Union à gauche avec des écologistes, 20,33 %).
Le second tour des élections est marqué une nouvelle fois par une abstention massive équivalente au premier tour. Les taux de participation sont de 34,36 % au niveau national, 37,4 % dans le département et 44,4 % dans le canton d'Orcines. Martine Bony et Jean-Marc Boyer (Union à droite) sont élus avec 68,49 % des suffrages exprimés (4 063 voix pour 6 289 votants et 14 164 inscrits),,.

## Composition
Le nouveau canton d'Orcines comprend vingt-trois communes entières.
| Nom                             | Code Insee | Intercommunalité            | Superficie (km2) | Population (dernière pop. légale) | Densité (hab./km2) | Modifier                                    |
| ------------------------------- | ---------- | --------------------------- | ---------------- | --------------------------------- | ------------------ | ------------------------------------------- |
| Orcines (bureau centralisateur) | 63263      | Clermont Auvergne Métropole | 42,73            | 3 584 (2022)                      | 84                 | modifier les données · modifier les données |
| Aurières                        | 63020      | CC Dômes Sancy Artense      | 11,09            | 379 (2022)                        | 34                 | modifier les données · modifier les données |
| Aydat                           | 63026      | CC Mond'Arverne Communauté  | 50,22            | 2 548 (2022)                      | 51                 | modifier les données · modifier les données |
| Ceyssat                         | 63071      | CC Dômes Sancy Artense      | 30,17            | 694 (2022)                        | 23                 | modifier les données · modifier les données |
| Chanat-la-Mouteyre              | 63083      | CA Riom Limagne et Volcans  | 14,27            | 949 (2022)                        | 67                 | modifier les données · modifier les données |
| Cournols                        | 63123      | CC Mond'Arverne Communauté  | 10,76            | 230 (2022)                        | 21                 | modifier les données · modifier les données |
| Gelles                          | 63163      | CC Dômes Sancy Artense      | 47,53            | 931 (2022)                        | 20                 | modifier les données · modifier les données |
| Heume-l'Église                  | 63176      | CC Dômes Sancy Artense      | 14,96            | 113 (2022)                        | 7,6                | modifier les données · modifier les données |
| Laqueuille                      | 63189      | CC Dômes Sancy Artense      | 22,07            | 351 (2022)                        | 16                 | modifier les données · modifier les données |
| Mazaye                          | 63219      | CC Dômes Sancy Artense      | 21,73            | 708 (2022)                        | 33                 | modifier les données · modifier les données |
| Nébouzat                        | 63248      | CC Dômes Sancy Artense      | 21,62            | 865 (2022)                        | 40                 | modifier les données · modifier les données |
| Olby                            | 63257      | CC Dômes Sancy Artense      | 17,38            | 862 (2022)                        | 50                 | modifier les données · modifier les données |
| Olloix                          | 63259      | CC Mond'Arverne Communauté  | 11,92            | 325 (2022)                        | 27                 | modifier les données · modifier les données |
| Orcival                         | 63264      | CC Dômes Sancy Artense      | 27,82            | 242 (2022)                        | 8,7                | modifier les données · modifier les données |
| Perpezat                        | 63274      | CC Dômes Sancy Artense      | 36,19            | 422 (2022)                        | 12                 | modifier les données · modifier les données |
| Rochefort-Montagne              | 63305      | CC Dômes Sancy Artense      | 17,45            | 846 (2022)                        | 48                 | modifier les données · modifier les données |
| Saint-Bonnet-près-Orcival       | 63326      | CC Dômes Sancy Artense      | 14,99            | 566 (2022)                        | 38                 | modifier les données · modifier les données |
| Saint-Pierre-Roche              | 63386      | CC Dômes Sancy Artense      | 17,02            | 500 (2022)                        | 29                 | modifier les données · modifier les données |
| Saint-Sandoux                   | 63395      | CC Mond'Arverne Communauté  | 9,84             | 996 (2022)                        | 101                | modifier les données · modifier les données |
| Saint-Saturnin                  | 63396      | CC Mond'Arverne Communauté  | 16,86            | 1 167 (2022)                      | 69                 | modifier les données · modifier les données |
| Saulzet-le-Froid                | 63407      | CC Dômes Sancy Artense      | 28,21            | 287 (2022)                        | 10                 | modifier les données · modifier les données |
| Le Vernet-Sainte-Marguerite     | 63449      | CC du Massif du Sancy       | 25,03            | 329 (2022)                        | 13                 | modifier les données · modifier les données |
| Vernines                        | 63451      | CC Dômes Sancy Artense      | 17,72            | 427 (2022)                        | 24                 | modifier les données · modifier les données |
| Canton d'Orcines                | 6323       |                             | 527,58           | 18 321 (2022)                     | 35                 | modifier les données                        |

## Démographie
En 2022, le canton comptait 18 321 habitants, en évolution de +4,39 % par rapport à 2016 (Puy-de-Dôme : +2,1 %, France hors Mayotte : +2,11 %).
| 2013   | 2018   | 2022   |
| ------ | ------ | ------ |
| 17 149 | 17 838 | 18 321 |